# Клейн, Борис Самуилович
Бори́с Самуи́лович Кле́йн (1 ноября 1928, Витебск, Белорусская Советская Социалистическая Республика — 4 октября 2020, США) — советский, белорусский и американский историк, доктор исторических наук, профессор, брат археолога Льва Клейна. Автор книг и статей по истории общественных движений и культуры России, Белоруссии и Литвы конца ХIХ — начала XX вв. Инициатор и создатель проектов «Путь Адама Мицкевича», «Тадеуш Костюшка».

## Биография
Родился в семье медиков в г. Витебск. Младший брат известного археолога Льва Клейна.
Окончил юридический факультет Ленинградского государственного университета, после чего сперва работал помощником прокурора в Ленинградской области, а затем юрисконсультом Гродненского отделения Белорусской железной дороги.
После защиты диссертации на тему антифашистского движения в Вильно в период 1926—1939 годов стал работать на кафедре истории КПСС Гродненского медицинского института.
В середине 1960-х совместно с писателями Василем Быковым и Алексеем Карпюком основал Клуб свободомыслящих интеллектуалов в городе Гродно. В начале 1970-х был исключен из КПСС, лишён степени кандидата наук с запретом печататься, участвовать в общественной деятельности и менять место постоянного жительства. Вернулся к юридической практике, работал юрисконсультом на городской плодоовощной базе.
Позже он временно был допущен к исследованиям, но после подготовки некоторого материала в области промышленной социологии ему запретили и это. В 1976 году был восстановлен в КПСС, а в 1979 году восстановлен в правах учёного. В 1986 году подготовил докторскую диссертацию на тему «Политическая деятельность марксистско-ленинской партии по обеспечению самозащиты в условиях подполья: на материалах Компартии Западной Белоруссии, 1920—1938 гг.», которую защитил в 1989 году. В 1990 году получил звание профессора. Вернулся к преподавательской деятельности — на кафедру истории СССР и БССР Гродненского государственного университета, на которой поработал до эмиграции в США в 1992 году.
Выступал против разрушения памятников архитектуры на Гродненщине. Публиковал статьи в русско-американских изданиях, а также в Израиле, Москве и Минске.
Умер в США от болезни, вызванной коронавирусной инфекцией.

## Избранные труды

### Книги
- Найдено в архиве. — Минск: Беларусь, 1968. — 192 с.
- За дело правое: Борьба КПЗБ с буржуазным террором (1920—1938 гг.) / Б. С. Клейн. — Минск: Беларусь, 1986. — 173 с.
- В годину испытаний: Историко-литературные очерки / Борис Клейн. — Минск: Мастацкая лiтература, 1986. — 156 с. — 9000 экз.
- Время выбора: Рассказы о революционерах. Книга для учащихся / Борис Клейн. — Минск: Нар. асвета, 1987. — 172 с.
- Взгляд из прошлого: Историко-документальные очерки / Б. С. Клейн. — Минск: Наука и техника, 1989. — 158 с.
- Недосказанное / Борис Клейн. — Минск: Лимариус, 2019. — 337 с.

### Статьи
- Старонкі палымянага жыцця // Полымя. — 1963. — № 10. — С. 141—153.
- Доктор Руссель // Нёман. — 1969. — № 1-2.
- Дело Бонч-Осмоловских // Нёман. — 1970. — № 11. — С. 48-89.
- Время выбора / Борис Клейн // Нёман. — 1984. — № 9. — С. 140—147.
- Западная Белоруссия: от иллюзий к реальности // Нёман. — 1989. — № 9. — С. 125—139.
- Барацьба Каммуністычнай партыі Заходняй Беларусі супраць буржуазнага тэррору (1926—1929 гг.) / Б. С. Клейн // Весці АН БССР. Сер. грамад. навук. — 1983. — № 4. — С. 67-73.
- Россия между реформой и диктатурой // Вопросы истории. — 1991. — № 10. — С. 3-17.
- Политика США и «дело врачей» // Вопросы истории. — 2006. — № 6. — С. 35-47.
- Што бачыцца цяпер. Чытаючы кнігу Сяргей Шапрана «Васіль Быкаў. Гісторыя жыцця» / перакл. з рускай В. Нікіфаровіча // Дзеяслоў. — 2011. — № 3. — С. 320—323.